# فرانسیس در نیروی دریایی
فرانسیس در نیروی دریایی (انگلیسی: Francis in the Navy) فیلمی در ژانر کمدی به کارگردانی آرتور لوبین است که در سال ۱۹۵۵ منتشر شد.

## بازیگران
- دانالد اوکانر
- مارتا هایر
- کلینت ایستوود
- دیوید جانسن
- ویرجینیا اوبراین
- تیموتی کری
- جیم بکوس
- مارتین میلنر
- پال برک
- ریچارد اردمن
- ویلیام فارست
- والتر ولف کینگ
- ارویل آلدرسون